# Gurchji
Gurchji (en georgiano: გურჩხი; en abjasio: Гәырчхь) es una aldea que pertenece a la parcialmente reconocida República de Abjasia, dentro del distrito de Ochamchire, aunque de iure es parte del municipio de Ochamchire de la República Autónoma de Abjasia de Georgia.

## Geografía
Gurchji se encuentra en las estribaciones del sur de los montes de Kodori, a 34 km de Ochamchire. Las aldea se administra desde el pueblo de Jgerda.  